# 上卡舒埃拉
上卡舒埃拉是巴西戈亚斯州的一个市镇。总面积1654.343平方公里，总人口8676人，人口密度5.2人/平方公里。